# Franciaország űrkutatása
Franciaország űrkutatása polgári és katonai űrtevékenységet is magában foglal. Kezdetei 1961-ig nyúlnak vissza, mikor Charles de Gaulle elnök megalapította az Országos Űrkutató Központot. Franciaország űrkutatásra szánt büdzséje a legnagyobb az Európai Űrügynökség országai között.

## Országos Űrkutató Központ

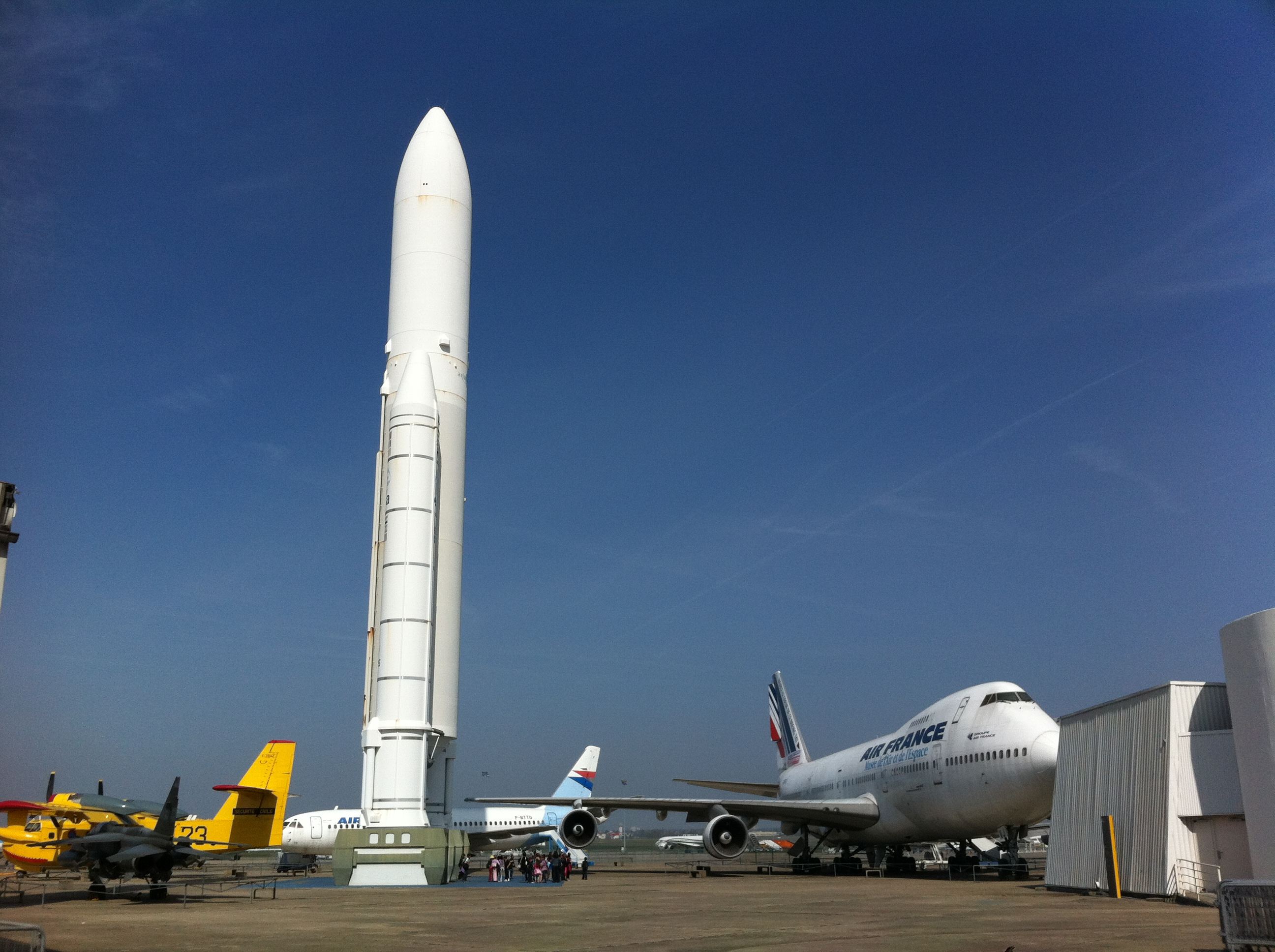
Ariane rakéta a Le Bourget-i repülőtér múzeumában, Párizsban

1959-ben létrehozzák az Űrkutatási Bizottságot (Comité de Recherches Spatiales – CRS), amely koordinálta a francia űrtevékenységet. Ebben az évben megalakul Société pour l'étude et la réalisation d'engins balistiques (SEREB), amely rakétaeszközök fejlesztéséért volt felelős.
Az 1961. december 19-én alapított Országos Űrkutató Központ (franciául: Centre National d'Études Spatiales – CNES) állami ügynökség (kapcsolódva az ipari és kereskedelmi jellegű – Établissement public à caractère industriel et commercial – EPIC), feladata meghatározni és végrehajtani Franciaország a katonai és polgári célú űrkutatási programját, egyben a francia űrpolitika európai szintű képviselője. Történelmi és politikai okok miatt az intézmény jelentős szerepet játszott az ELDO, az ESRO, majd játszik az Európai Űrügynökségben (ESA). Több országgal (Szovjetunió/Oroszország, Egyesült Államok, Nyugat-Németország/Németország) van együttműködési megállapodása. Független közintézmény önálló költségvetéssel, felügyeletét a kutatási és a védelmi tárca együttesen látja el. Európai partnereivel közösen vesz részt jelentős beruházásokban, aktív szereplője az európai intézményhálózat fejlesztésének és a közös európai űrpolitika megalkotásának.
Az intézmény igazgatási központja Párizsban (250 fő) található. Legjelentősebb kutatási központja Toulouseban (1600 fő), a francia repülőgép- és űripar központjában van. Évryben (Arianespace – 300 alkalmazott) található a rakétatervező- és fejlesztő bázis. Francia-Guyanán lévő kouroun 250 embert alkalmaznak, valamint az Aire-sur-Adour-i ballonkísérleti telep.
A kouroui kilövőbázisról az Ariane hordozórakétákon kívül innen indítják az európai fejlesztésű Vega-hordozórakétákat, illetve elkészült a Szojuz-rakéták indítására szolgáló műszaki létesítmény.
Hordozórakétái a Véronique, Centaure, Dauphin, Dragon, Vesta, Diamant és ELDO.

### Társadalmi célok
- feljutás az űrbe (hordozóeszköz, űrtechnika, ember),
- fenntartható fejlődés (Föld-figyelő programok, tudományos fejlődés alkalmazása, K+F),
- közcélú alkalmazások (meteorológia, híradástechnika, navigáció, oktatás, orvos-biológia),
- űrtudományok és a „jövő előkészítése” (Föld eredetének megismerése, a világegyetem megértése, * csillagászat, elméleti fizika, biológia kutatás; távlati célok meghatározása, gazdasági tervezés),
- biztonság és védelem (katonapolitika).

## Történelem
A II. világháborút követően a győztes hatalmakhoz több német fejlesztésű V–2 rakéta, alkatrészek illetve képzett állomány (mérnökök, technikusok) került. A személyzet az 1950-es években a Colomb-Béchard-i kilövőállomáson és a franciák St. Louis-i Ballisztikai Kutató Intézetében kapott munkalehetőséget. Az LRBA (Laboratoire de recherches balistiques et aérodynamiques) kidolgozta az egylépcsős Veronique rakétát.

### Kezdetek (1961-1981)
A  CNES legfőbb feladata volt, hogy a világ harmadik űrhatalma legyen, saját hordozórakétával. Törekvése volt, hogy az európai (nyugati) országokkal együttműködve közösen építsék ki az űrkutatási programot (hordozóeszközök, műholdak, kutató intézetek, műveleti központok, hálózati követő állomások, űripar kialakulása). Az európai országok, Nyugat-Németország kivételével vonakodtak az együttműködéstől. A francia űripar dinamikus fejlődésnek indult.
1965. november 26-án a Hammaguiri (Algéria) Centre interarmées d'essais d'engins spéciaux kísérleti telepről egy Diamant–A hordozórakétával juttatták pályára az első francia Astérix műholdat. Ezzel Franciaország a Szovjetuniót és az Amerikai Egyesült Államokat követve harmadik államként vált saját hordozórakétával is rendelkező űrhatalommá.
1974-ben a francia kutatási költségvetés 10%-át fordíthatta a hazai és az európai programokra.
1975. május 30-án alapító tagja lett az Európai Űrügynökségnek (ESA).
1977-ben meghatározott irányelvek:
1. az Ariane hordozórakéta európai (ESA) fejlesztésének, tesztelésének, előállításának megvalósítása (kétharmadát a CNES  finanszírozza). Az első Ariane–1-et 1979. december 24-én indították,
2. nemzeti program keretében  a Föld-megfigyelő műholdak fejlesztése, gyártása, pályára állítása. Toulousei mérnökök öt műholdat építettek 1986-tól, a Helios-program keretében további polgári és katonai műholdakat készítettek,
3. az űripari termékek kereskedelmi értékesítésének megteremtése (hordozórakéták, műholdak, projektmenedzsment),
4. nemzeti erőfeszítést kell tenni (az autonómia fenntartásával), hogy az ESA és a PECS (Plan for European Cooperating State) program keretében elősegítsék az információ áramlást (rádió, telefon, televízió, adatátvitel).

### Alkalmazások (1980-1995)
Az emberes űrrepülések megvalósítása érdekében Franciaország a NASA-val és a Szovjetunió Űrügynökségével kötött szerződést. Az első francia űrhajósok, Jean-Loup Chrétien, majd Patrick Baudry szovjet és amerikai űreszközökön repültek. A hidegháború befejeződésével megnyílt az út a kereskedelmi űrkutatás előtt.

### Alkalmazások (1995 után)
A Guyana Űrközpont a Francia Guyana-i Kourou mellett épült fel, kezdetben francia űrközpont volt, ma az Európai Űrügynökség és az Arianespace használja. Minden Ariane rakétát innen indítanak. 2006-tól kezdődött a Szojuz és Vega rakéták indítóállásainak kiépítése. A szojuz első indítására a Guyana Űrközpontból 2011 októberében, a Vegáéra 2012 februárjában került sor. Az Ariane–5 ECA indításának várható időpontja 2018.

#### Közös programok
Oceanográfiai kutatás együttműködéssel (NASA, ESA, India, Kína):
1. Jason–program keretében 2001-ben indult az első oceanográfiai műhold,
2. COROT űrtávcső – program 2006-ban indult,
3. GOCE –program 2009-ben indult,
4. SMOS–program 2009-ben indult,
5. Megha–Tropiques – program 2011-ben indult,
6. SWARM–program, vagy CHAMP (Challenging Minisatellite Payload) 2012-ben indult,
7. COSPAS-SARSAT nemzetközi kutató-mentő rendszer programja,
8. BepiColombo – program a Merkúrhoz,
9. MicroCarb – program (tervezési, fejlesztési fázis) 2018-ban indul,

## Elnökök
- Pierre Auger : 1961. február 18. – 1962. október 30.
- Jean Coulomb : 1962. október 31. – 1967. október 31.
- Jean-François Denisse : 1967. november 1. – 1973. december 18.
- Maurice Lévy : 1973. december 19. – 1973. június 30.
- Hubert Curien : 1976. július 1. – 1984. július
- Jacques-Louis Lions : 1984. október – 1992. november 3.
- René Pellat : 1992. november 4. – 1995. január 29.
- André Lebeau: 1995. január 30. – 1996. január 30.
- lain Bensoussan : 1996. január 31. – 2003. február 12.
- Yannick d' Escatha : 2003. február 19. – 2013. április 4.
- Jean-Yves Le Gall : 2013. április 4.